# Семёнова-Тян-Шанская, Ирина Петровна
Ири́на (Ирэ́н) Петро́вна Семёнова-Тян-Ша́нская (в замужестве Байдина, фр. Irène Semenoff-Tian-Chansky-Baïdine; 24 апреля 1961, Нейи-сюр-Сен) — французский филолог, историк, искусствовед, преподаватель. Доктор политологии Университета Кан-Нижняя Нормандия. Специалист по истории русской церкви, русского дворянства и культуры XIX-XX веков.

## Биография
Родилась 24 апреля 1961 года в парижском пригороде Нёйи-сюр-Сен. Отцом её был Пётр Николаевич Семёнов-Тян-Шанский, мать — француженка. Крещена в католической церкви. Как признавалась сама, «Была верующей, потом потеряла веру, стала, как большинство, пыталась жить, как все. <…> Мой отход от веры начался из-за моего разочарования в католическом катехизисе. Он не был близок моей душе. А перевернул душу и заставил меня вернуться к вере брат моего дедушки — епископ Александр (Семёнов-Тян-Шанский)».
В 16 лет в первый раз посетила СССР, будучи приглашена в Санкт-Петербург коллегой её отца: «Я отправилась на родину своих дедов и прадедов одна, прицепной вагон Париж-Ленинград был почти пустой. Как только я пересекла границу Польши и России, почувствовала, что всё вокруг родное… Чувство непередаваемое <…> Я знала об огромных пространствах, но когда их увидела, только тогда поняла, что это такое. Я с детства любила русские песни, но когда я их услышала в России… Нет, это не передать словами. Страна, люди, культура — всё стало для меня откровением».
В 1984 году окончила юридический факультет Сорбонны, где изучала международное право.
В 1990 защитила докторскую диссертацию в Институте политических исследований в Париже, посвящённую отношениям советской власти с современными художниками-концептуалистами.
В том же году на три года переселилась в Москву преподавать в педагогическом университете. Посещала больничный храм при 1-й Градской больнице. Побывала в разных регионах Советского Союза, а затем бывшего СССР, летом 1991 года оказалась в числе паломников сопровождала от Москвы до Нижнего Новгорода и села Дивеево мощи преподобного Серафима Саровского.
Вела научные изыскания, писала о Русской православной церкви. Автор ряда статей во французских и российских научных и популярных журналах и сборниках.
С 2001 года — доцент кафедры русской филологии Университета в Кане (департамент Кальвадос).
Летом 2011 года вместе с мужем Валерием Байдиным и дочерью Меланией посетила Рязанку, усадьбу в которой родился и вырос её знаменитый прапрадед, и передала заведующему музеем-усадьбой А. А. Богданову старинные фотографии из семейного архива.
6—7 декабря 2012 года организовала симпозиум «1812—2012, Bicentenaire de la victoire de la Russie contre Napoléon, Confrontation et dialogue des cultures européennes» в Университете Кана.

## Публикации
- Le pinceau, la faucille et le marteau. — Paris: Institut d’etudes slaves, 1993.
- Temoins de la Lumiere: Six pretres de l’epoque sovietique. — Pully; Paris: Le sel de la terre; Cerf, 1999. 307 p.
- Printemps de la foi en Russie: Les chretiens de Gorbatchov a Poutine. — Versailles: Saint-Paul, 2000. 295 p.
- «Пётр Петрович Семёнов-Тян-Шанский (1827—1914) и религия: о влиянии православной веры на менталитет образованного дворянина» // Для пользы Отечества. К 185-летию со дня рождения П. П. Семёнова-Тян-Шанского. Биобиблиографический справочник. 2012. стр. 56-84

## Семья
- прапрадед — Пётр Петрович Семёнов-Тян-Шанский (1827—1914)
- прадед — Дмитрий Петрович Семёнов-Тян-Шанский (1852—1917) — ученый-статистик, действительный статский советник.
- дед — Николай Дмитриевич Семёнов-Тян-Шанский (1888—1974) — морской офицер; умер в эмиграции в Париже.
- отец — Пётр Николаевич Семёнов-Тян-Шанский (1925—2003) — геолог-палеонтолог, научный фотограф
- брат — Кирилл Петрович Семёнов-Тян-Шанский — искусствовед
- муж — Валерий Викторович Байдин, доктор русской филологии, культуролог[7]